# La Vineuse sur Fregande
La Vineuse sur Fregande is een gemeente in het Franse departement Saône-et-Loire (regio Bourgogne-Franche-Comté). De plaats maakt deel uit van het arrondissement Mâcon. La Vineuse sur Fregande is op 1 januari 2017 ontstaan door de fusie van de gemeenten Donzy-le-National, Massy, La Vineuse en Vitry-lès-Cluny. De gemeente telde 653 inwoners op 1 januari 2022.

## Geografie
De oppervlakte van La Vineuse sur Fregande bedroeg op 1 januari 2022 35,81 vierkante kilometer; de bevolkingsdichtheid was toen 18,2 inwoners per km².

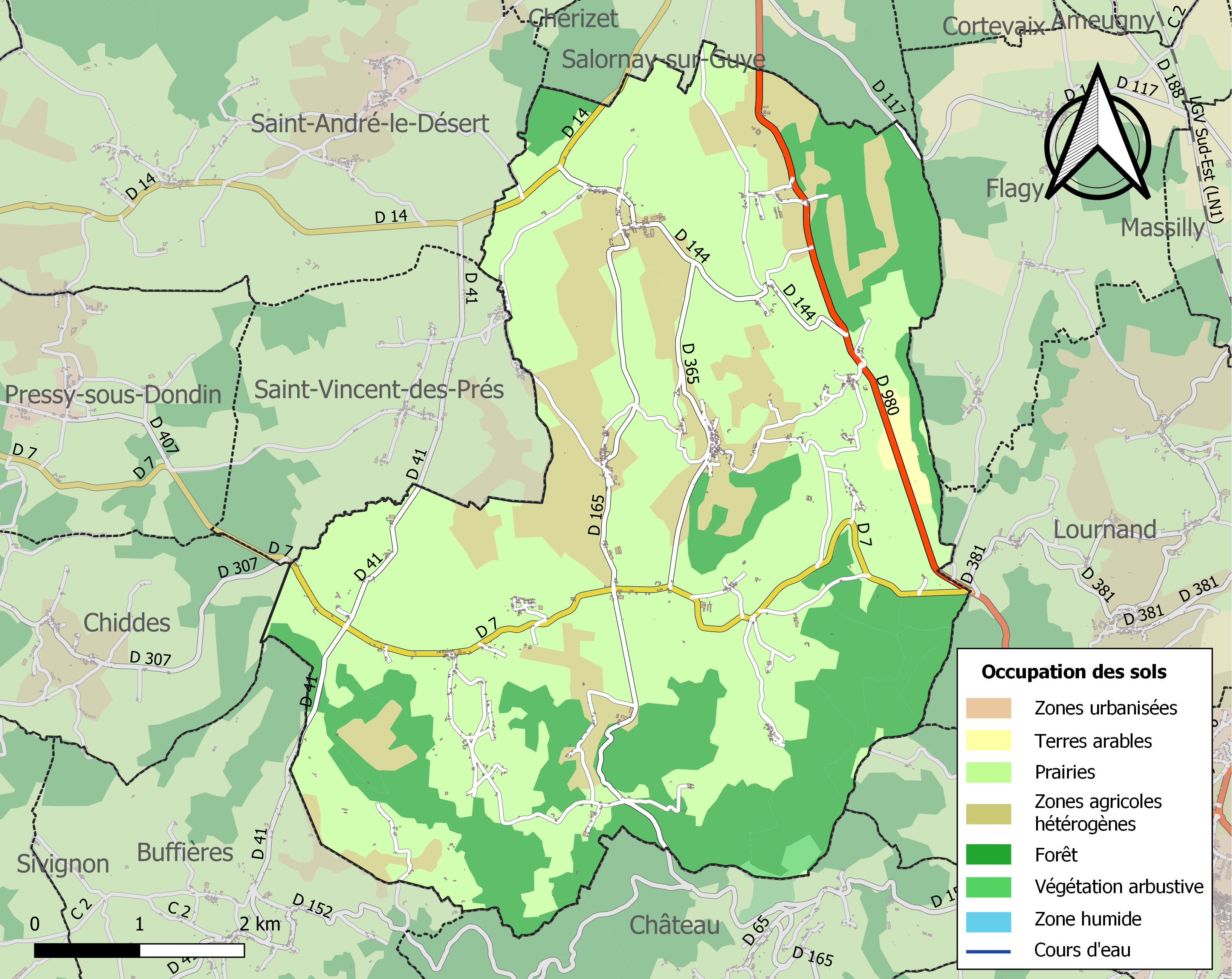
Kaart van de gemeente met de belangrijkste infrastructuur, bodemgebruik en omliggende gemeenten

Ameugny · Bergesserin · Berzé-le-Châtel · Bissy-sous-Uxelles · Blanot · Bonnay-Saint-Ythaire · Bray · Buffières · Burnand · Burzy · Chapaize · Château · Chérizet · Chevagny-sur-Guye · Chiddes · Chissey-lès-Mâcon · Cluny · Cormatin · Cortambert · Cortevaix · Curtil-sous-Buffières · Curtil-sous-Burnand · Donzy-le-Pertuis · Flagy · La Guiche · Jalogny · Lournand · Malay · Massilly · Mazille · Passy · Pressy-sous-Dondin · Sailly · Saint-André-le-Désert · Saint-Clément-sur-Guye · Saint-Gengoux-le-National · Saint-Huruge · Saint-Marcelin-de-Cray · Saint-Martin-de-Salencey · Saint-Vincent-des-Prés · Sainte-Cécile · Salornay-sur-Guye · Savigny-sur-Grosne · Sigy-le-Châtel · Sivignon · Taizé · Vaux-en-Pré · La Vineuse sur Fregande